# カツオドリ科
カツオドリ科（カツオドリか、Sulidae）とは、鳥綱カツオドリ目に属する科。

## 分布
インド洋、大西洋、太平洋、地中海

## 形態
全長60-85cm。嘴は長く、先端には鋸状の突起があり咥えた獲物を逃がさない様になっている。海面に急降下する際に海水が入らないように鼻孔はふさがっている。翼や尾羽は長い。

## 生態
海洋に生息する。繁殖期を除いて土の上を歩くことはない。
食性は動物食で、魚類や軟体動物を食べる。羽ばたいて空中に静止（ホバリング）して獲物を探し、獲物を見つけると上空から急降下して潜水し捕らえる。
繁殖形態は卵生で、樹上や断崖等に巣を作り1回に1-4個（多くの種では1個）の卵を産む。多くの種では1羽の雛しか育てない。集団営巣し、大規模な繁殖地（コロニー）を形成する。

## 分類
シロカツオドリ属 Morus
- Morus bassanus　シロカツオドリ　Northern gannet
- Morus capensis ケープシロカツオドリ　Cape gannet
- Morus serrator　オーストラリアシロカツオドリ　Australasian gannet

モモグロカツオドリ属　Papasula
- Papasula abotti　モモグロカツオドリ　Abbott's booby

カツオドリ属 Sula
- Sula dactylatra　アオツラカツオドリ　Masked booby
- Sula leucogaster　カツオドリ　Brown booby
- Sula nebouxii　アオアシカツオドリ　Blue-footed booby
- Sula sula　アカアシカツオドリ　Red-footed booby
- Sula variegata　ペルーカツオドリ　Peruvian booby

## 人間との関係
漁業者に魚がいる目印として利用された。繁殖地の各所では長年の繁殖行動で糞が厚く堆積するが、これはグアノと呼ばれ、貴重な肥料として利用された。
海洋や獲物の汚染、繁殖地に人間が持ちこんだ動物による食害等により生息数が減少している種もいる。